# Лесков, Пётр Николаевич
Пётр Никола́евич Леско́в (11 февраля 1864, Киев — 20 декабря 1937, Ленинград) — российский контр-адмирал, командир крейсера «Аврора»; участник Первой мировой войны, начальник обороны приморского фронта крепости Петра Великого, командир крепости. После революции — командир Петроградской морской базы и помощник начальника штаба Командующего Морскими силами Республики, с 1921 года — помощник начальника Главного управления мореплавания, с 1923 года — заведующий Центральным музеем ВМФ, с декабря 1923 года — председатель Научно-технического комитета РККФ. Репрессирован в 1937 году.

## Биография
Пётр Николаевич Лесков родился 11 февраля 1864 года в Киеве в дворянской семье. Учился в Ревельской Александровской гимназии, в 1882 году поступил в Морской кадетский корпус, который окончил в 1885 году.
Назначен для прохождения корабельной службы на крейсер «Память Азова», в 1885 году произведён в мичманы. В 1886 году окончил минный офицерский класс, в 1889 году — артиллерийский офицерский класс, служил на Балтийском море. В 1892 году произведён в лейтенанты. С 1898 по 1902 годы служил на крейсере 1 ранга «Светлана». В 1901 году произведён в капитан-лейтенанты по цензу. В 1903 году назначен старшим офицером крейсера 2 ранга «Азия». 14 июля 1903 года зачислен в запас флота.
В связи с началом русско-японской войны 12 апреля 1904 года вернулся на службу, произведён в капитаны 2 ранга. Командовал миноносцем № 132. В 1906—1908 годах командовал парусно-винтовым учебным судном «Верный».

### Командир «Авроры»
1 января 1909 года назначен командиром крейсера «Аврора» (до 1912 года) и произведён в капитаны 1 ранга за отличие. Осенью 1909 года «Аврора» под командованием Лескова вошла в состав отряда крейсеров («Диана» (флагманский) и «Богатырь»), отправлявшийся в заграничное плавание с гардемаринами и учениками школ строевых унтер-офицеров. С октября 1909 года по 4 апреля 1910 года «Аврора» пробыла в Средиземном море и Атлантическом океане, посетив Алжир, Бизерту, Вильфранш, Смирну, Неаполь, Гибралтар и ряд других портов, приняв участие в Кильской неделе и других мероприятиях. По возвращении на Балтийское море крейсер провёл два месяца в действующем флоте.
В ноябре 1910 года «Аврора» вновь вышла в заграничное плавание. Находясь на Средиземном море, крейсер посетил Мессину для получения золотой медали в честь русских моряков, принявших участие в спасательных работах во время землетрясения 1908 года. В первую же ночь визита в городе вспыхнул большой пожар; аварийная партия с крейсера первой прибыла на место бедствия и вступила в борьбу с огнём задолго до приезда городской пожарной команды. За это в качестве награды «Аврора» получила 1800 апельсинов и столько же лимонов. Спустя восемь дней при стоянке в испанском порту Малага экипаж крейсера вновь принял участие в борьбе с огнём на берегу. 31 марта 1911 года корабль возвратился на Балтику. В соответствии с новой организацией флота, установленной приказом по морскому ведомству № 57 от 25 февраля 1911 года, «Аврора» вошла в состав бригады крейсеров 1-го резерва. В феврале 1912 года Лесков был назначен в распоряжение Верховной морской коллегии.
Участник Первой мировой войны. В 1914 году Лесков был назначен командиром бригады крейсеров 1-го резерва Балтийского моря. 28 июля 1914 года произведён в звание контр-адмирала. С 7 августа 1915 года — начальник обороны приморского фронта Морской крепости Императора Петра Великого, с 21 марта 1917 года — командир крепости. 21 октября 1917 года уволен в резерв. С 19 декабря — вице-председатель Временного морского крепостного совета Морской крепости Петра Великого. С 6 марта 1918 года — в отставке.

### В советское время
С 1918 по 1920 годы контр-адмирал в отставке Лесков работал в Петрограде электромонтёром по ремонту электронавигационных приборов в артели «Прэн».
В феврале 1920 года призван на службу в РККА, назначен председателем Комиссии по отправке эсминцев на Каспийское море. 1 апреля 1920 года возглавил Петроградскую морскую базу. В апреле 1921 года назначен помощником начальника штаба Командующего Морскими силами Республики, а в сентябре того же года — начальником Главного управления мореплавания.
С июля 1923 был заведующим Центрального музея ВМФ. 10 декабря 1923 года назначен председателем Научно-технического комитета ВМС РККА. 27 января 1924 года уволен в отставку. Жил в Ленинграде.
2 ноября 1937 года Лесков был арестован за «шпионаж и терроризм». Осуждён 11 декабря 1937 года. Постановлением Коллегии НКВД и Прокуроры СССР по статьям 58-6, 58-8, 58-11 УК РСФСР приговорён к высшей мере наказания. Расстрелян 20 декабря 1937 года в Ленинграде.
Реабилитирован 31 августа 1989 года.

## Награды
- орден Святого Станислава 3 степени (1 января 1894);
- орден Святой Анны 3 степени (1 января 1901);
- орден Святого Владимира 4 степени (22 сентября 1912);
- орден Святого Владимира 3 степени (1913);
- орден Святого Станислава 1 степени (1914);
- мечи к ордену Святого Владимира 3 степени (29 июня 1915);
- орден Святой Анны 1 степени (10 апреля 1916).

Медали:
- серебряная медаль «В память царствования императора Александра III» (1896),
- серебряная медаль «В память коронации императора Александра III» (1898);
- светло-бронзовая медаль «В память 300-летия царствования дома Романовых» (1913);
- светло-бронзовая медаль «В память 200-летия морского сражения при Гангуте» (1915);

Иностранные:
- орден Почётного легиона, кавалер (Chevalier) (Франция, 1901);
- Мекленбург-Шверинский орден Вендской Короны. Кавалер (1901)
- орден Данеброг, командор (Дания, 1910)
- орден Нишан-Ифтикар, гранд-офицер (Тунис, 1910)
- орден Спасителя, командор (Греция, 1910);
- орден Белого слона 3 класса, командор (Сиам, 1912);
- золотая медаль Наиблагороднейшего ордена Короны Сиама (1912).

## Память
17 декабря 2017 года на фасаде дома 26 по Моховой улице в Санкт-Петербурге был установлен памятный знак проекта «Последний адрес».